# 노스롭 P-61 블랙 위도

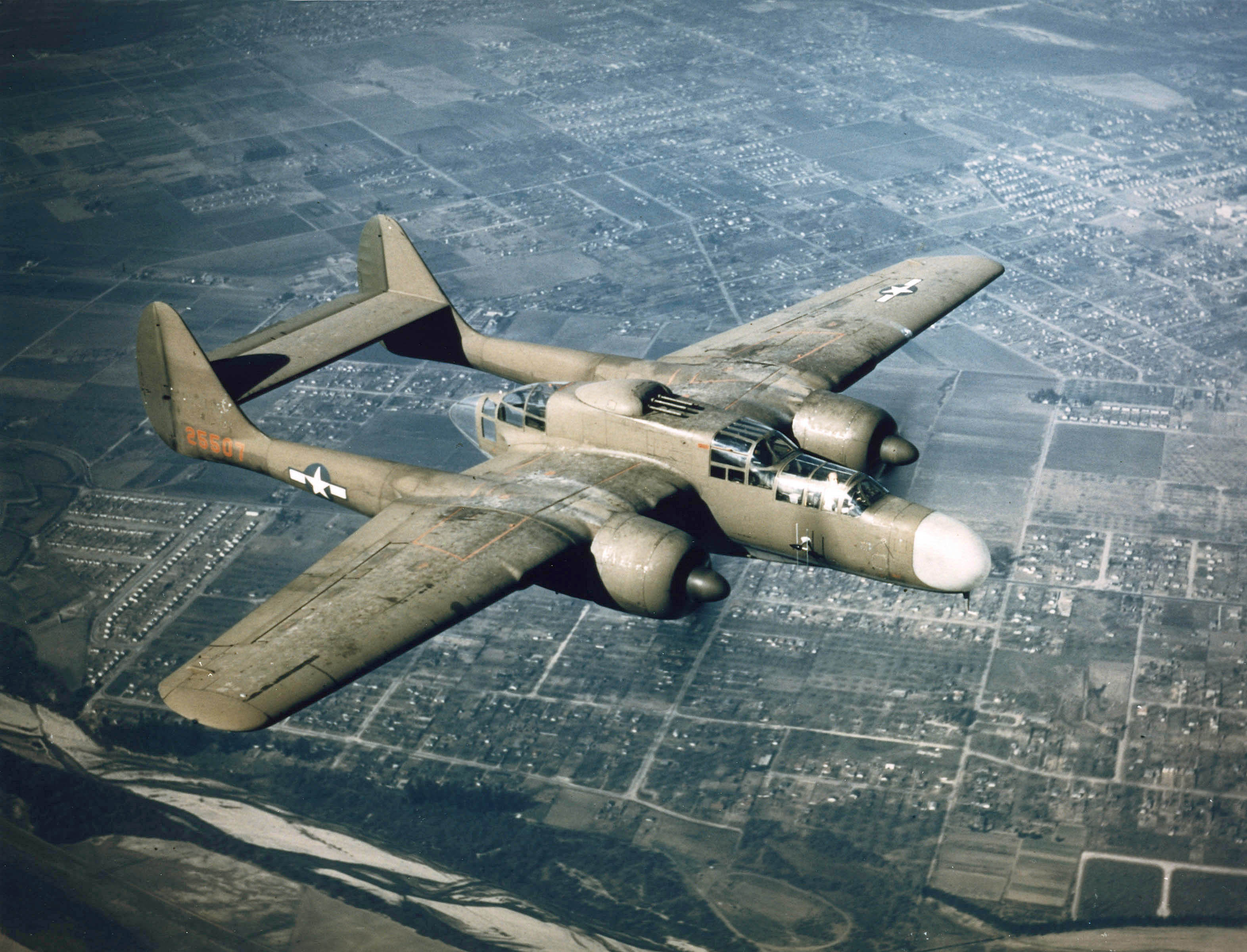

노스롭 P-61 블랙 위도(Northrop P-61 Black Widow)는 남부검은과부거미의 이름을 따서 붙여진 이름으로, 야간 요격 전투기로서 설계된 미국 최초로 운용된 전투기이며 레이다를 사용하도록 설계된 최초의 항공기이다. P-61은 3명의 탑승자가 있었다: 파일럿, 포병, 레이더 운용자. 4개의 20mm 히스파노 M2 전방 공중사격 기관포가 하단 동체에, 4개의 12.7mm M2 브라우닝 기관총이 원격으로 제어되는 등쪽 포탑에 장착되었다.
제2차 세계 대전 기간 중 개발된, 모든 것이 금속인 트윈 엔진, 트윈 붐 디자인이다. 첫 시험 비행은 1942년 5월 26일 이루어졌고 이 항공기의 최초 생산은 1943년 10월 시작되었다. 마지막 항공기는 1954년 정부 서비스로부터 퇴장하였다.

## 같이 보기
- 드 하빌랜드 모스키토
- 융커스 Ju 88
- 키102
- 록히드 P-38 라이트닝